# Antonio Balestra
Antonio Balestra (* 12. August 1666 in Verona; † 21. April 1740 ebenda) war ein italienischer Maler, Zeichner und Kupferstecher des Barock.

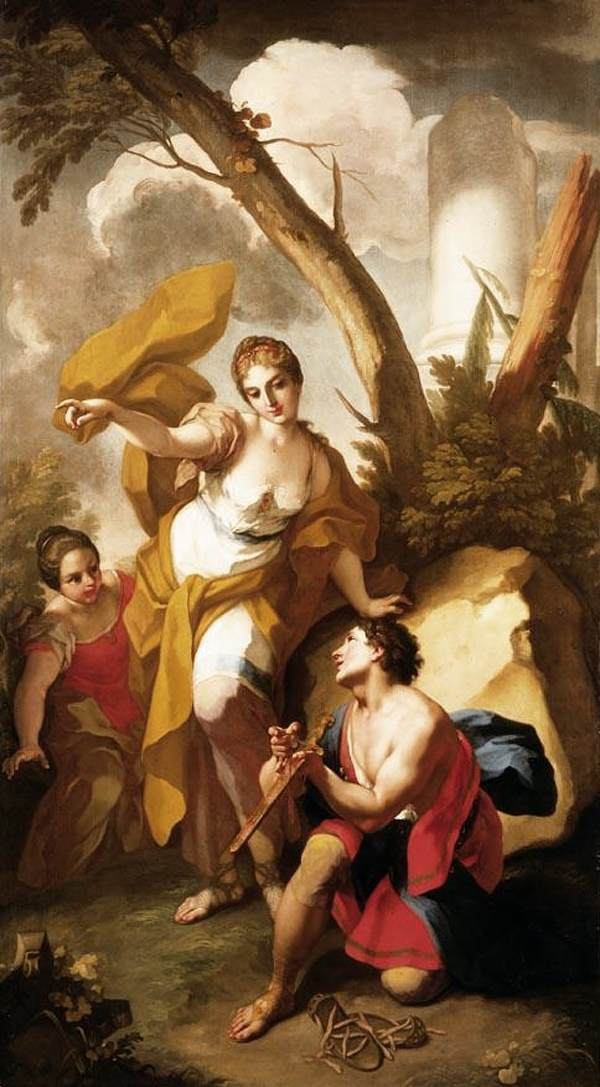
Antonio Balestra: Theseus entdeckt das Schwert seines Vaters

Balestra war der Sohn eines wohlhabenden Kaufmanns und studierte die humanistischen Wissenschaften wie Literatur und Rhetorik, hatte aber auch Zeichenunterricht bei Giovanni Zeffis (gestorben 1688). Er war ab 1687 in Venedig, wo er drei Jahre Schüler von Antonio Bellucci (1654–1726) war. 1691 ging er nach Rom in das Studio von Carlo Maratta, dessen spätbarocker Klassizismus auch seine Malerei prägte. Weitere Einflüsse in Rom waren Annibale Carracci und Domenichino. 1694 gewann er einen Preis im Wettbewerb der Accademia di San Luca für die Zeichnung Der Fall der Giganten. 1695 war er wieder in seiner Heimatstadt Verona, wo er eine eigene Schule gründete, er arbeitete aber auch in Venedig und hatte dort Schüler.
Zu seinen Schülern in Verona zählen Pietro Rotari und Giambettino Cignaroli, in Venedig Giuseppe Nogari, Mattia Bortoloni, Angelo Trevisani, Rosalba Carriera und er beeinflusste auch Pietro Longhi, der kurz bei ihm arbeitete, und Giambattista Pittoni.
Balestra malte vor allem mythologische und religiöse Themen. In Venedig malte er für die Kirchen Gesuiti (Jesuitenkirche, Madonna mit Heiligen) und San Zaccaria und die Scuola della Carita. In Bologna malte er für die Kirche Sant Ignazio (Jungfrau mit Kind mit St. Ignatius und St. Stanislaus) und er malte auch für Kirchen in Verona (Kirche San Teresa degli Scalzi, Verkündigung), Vicenza, Brescia und Padua (San Giustino, Wunder der Heiligen Cosmas und Damian).

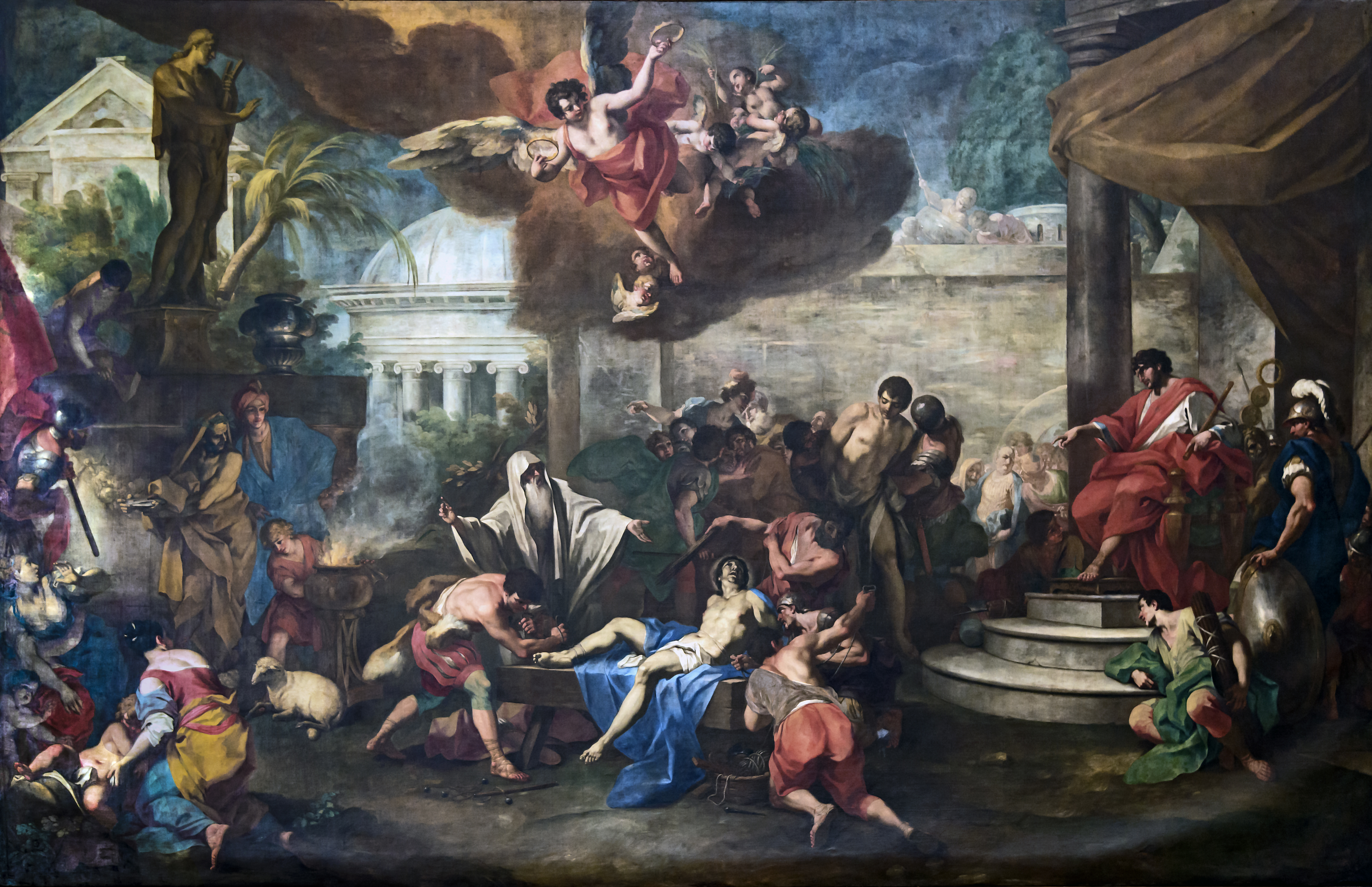
Wunder der Heiligen Cosmas und Damian
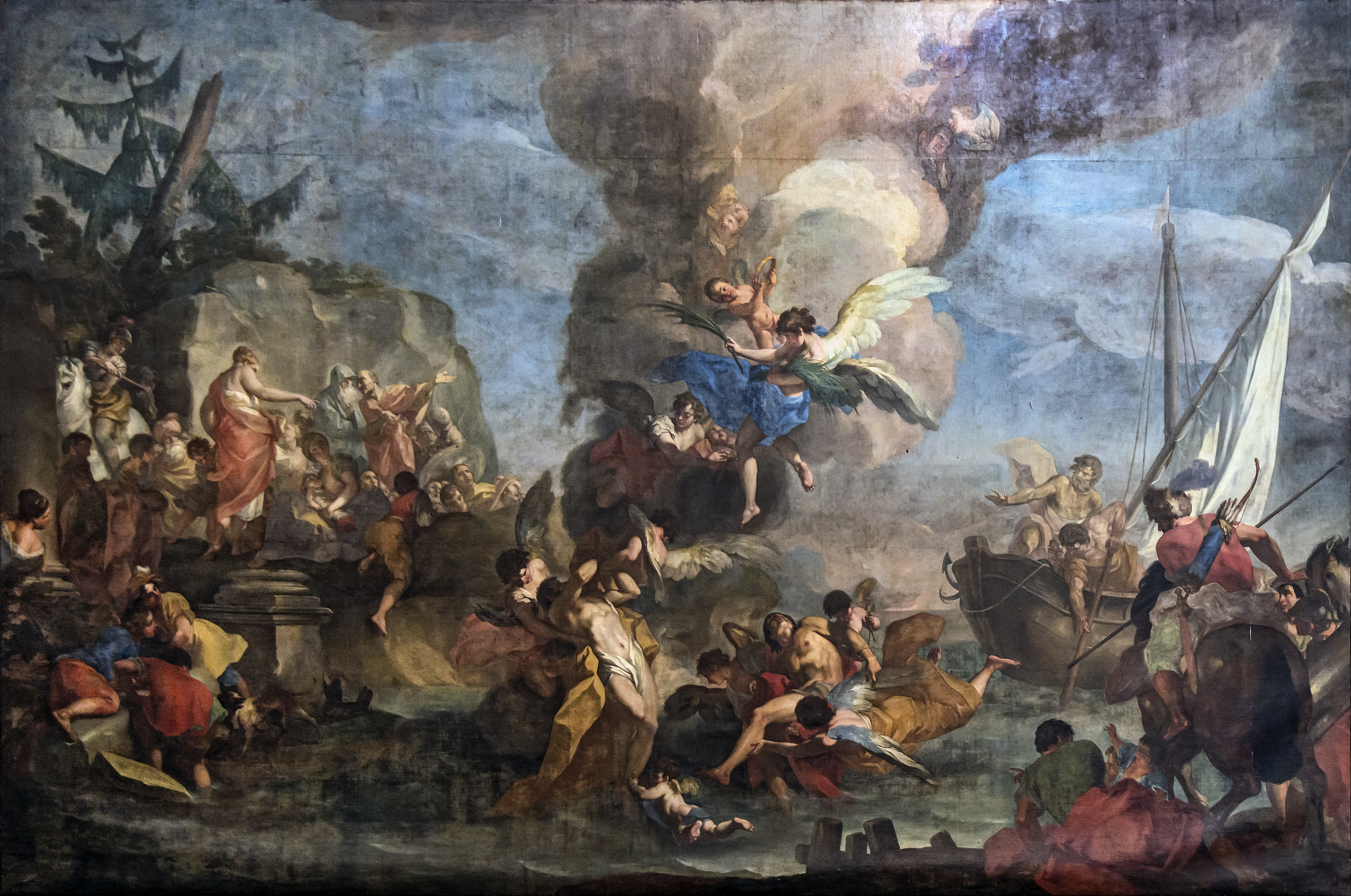
San Giustino (1718) Padua

Ein autobiographisches Manuskript ist in der Biblioteca Augusta in Perugia (Manoscritto autobiografico inviato all Abate Antonio Pellegrino).